# هرمان فشباخ
هرمان فشباخ (انگلیسی: Herman Feshbach؛ زاده ۲ فوریهٔ ۱۹۱۷- درگذشته ۲۲ دسامبر ۲۰۰۰) یک فیزیک‌دان اهل ایالات متحده آمریکا بود.